# Žitomislići
Žitomislići (v srbské cyrilici Житомислићи) jsou vesnice v jižní části Bosny a Hercegoviny. Administrativně jsou součástí Hercegovsko-neretvanského kantonu. V roce 1991 měly 198 obyvatel. Vesnice se nachází v údolí řeky Neretvy, na hlavním silničním tahu mezi městem Mostarem a přístavem Ploče. Obcí prochází železniční trať Sarajevo–Ploče. Z obce rovněž vede úpatím silnice do obcí Čitluk a Međugorje. Význam má do jisté míry proto jako dopravní křižovatka.
Většina obyvatel Žitomislićů je srbské národnosti a živí se zemědělstvím (pěstováním vína).

## Památky
Osídlení v této oblasti bylo poprvé zaznamenáno již v dobách Římské říše.[zdroj?] V okolí obce byl v letech 1970–1973 proveden archeologický průzkum. Byly odhaleny pozůstatky baziliky z 5.-6. století n. l. Dále od ní byla nalezena rovněž i nekropole s deseti stećkami. Oba nálezy jsou dnes prohlášeny kulturními památkami. Na jejich místě se dnes také nachází pravoslavný hřbitov. V obci se nachází pravoslavný klášter z 16. století, který patří mezi nejvýznamnější památky tohoto vyznání na území Bosny a Hercegoviny.
Po válce v Bosně a Hercegovině se do vesnice vrátilo na sto lidí a obnoveno zde bylo okolo čtyřiceti domů.